# Cirsium pitcheri
Cirsium pitcheri là một loài thực vật có hoa trong họ Cúc. Loài này được (Torr. ex Eaton) Torr. & A.Gray mô tả khoa học đầu tiên năm 1843.